# Rhinopoma
Famille
Genre
Rhinopoma est un genre de chauves-souris, l'unique de la famille des Rhinopomatidae. On les appelle des rhinopomes en français.

## Liste des espèces
- Rhinopoma hardwickii -  Petit rhinopome[1]
- Rhinopoma microphyllum - Grand rhinopome
- Rhinopoma muscatellum - Petite chauve-souris à queue de souris

Selon ITIS (18 octobre 2019) :
- Rhinopoma cystops Thomas, 1903
- Rhinopoma hadramauticum Benda, 2009
- Rhinopoma hardwickii Gray, 1831
- Rhinopoma macinnesi Hayman, 1937
- Rhinopoma microphyllum
- Rhinopoma muscatellum

### Famille Rhinopomatidae
- (en) Mammal Species of the World (3e  éd., 2005) : Rhinopomatidae  Bonaparte, 1838
- (en) Tree of Life Web Project : Rhinopomatidae
- (en) Catalogue of Life : Rhinopomatidae Bonaparte, 1838 (consulté le 11 décembre 2020)
- (en) Paleobiology Database : Rhinopomatidae
- (fr + en) ITIS : Rhinopomatidae  Bonaparte, 1838
- (en) Animal Diversity Web : Rhinopomatidae
- (en) NCBI : Rhinopomatidae (taxons inclus)
- (en) UICN : taxon  Rhinopomatidae  (consulté le 6 janvier 2023)

### GenreRhinopoma
- (en) Mammal Species of the World (3e  éd., 2005) : Rhinopoma  E. Geoffroy, 1818
- (en) Catalogue of Life : Rhinopoma E. Geoffroy, 1818 (consulté le 11 décembre 2020)
- (en) Paleobiology Database : Rhinopoma  Geoffroy 1818
- (fr + en) ITIS : Rhinopoma  E. Geoffroy, 1818
- (en) Animal Diversity Web : Rhinopoma
- (en) NCBI : Rhinopoma (taxons inclus)
- (en) UICN : taxon  Rhinopoma  (consulté le 6 janvier 2023)